# تسویوشی کوساناگی
تسویوشی کوساناگی (انگلیسی: Tsuyoshi Kusanagi؛ زادهٔ ۹ ژوئیهٔ ۱۹۷۴) هنرپیشه، خوانندگی، مجری تلویزیون اهل ژاپن است. وی از سال ۱۹۸۷ میلادی تاکنون مشغول فعالیت بوده‌است.